# Judaïsering van Galilea

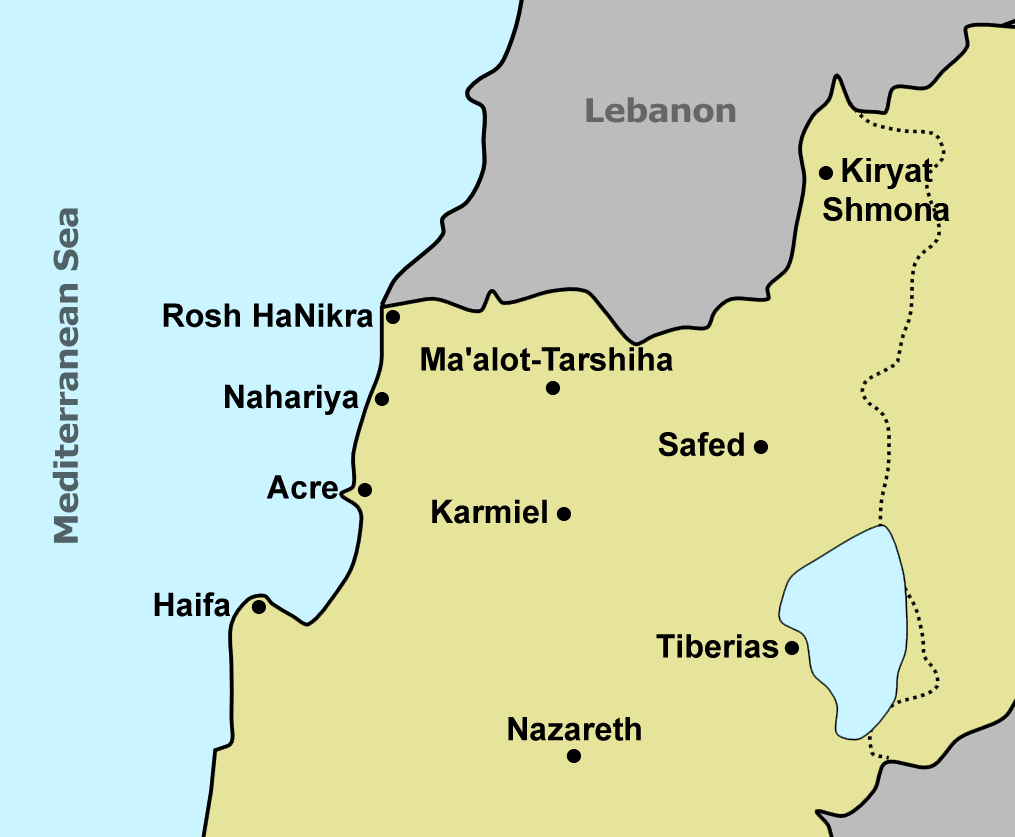
Enkele steden in Galilea.

De Judaisering van Galilea of Mitzpim be-Galil (Hebreeuws: מצפים בגליל, Galilea Vooruitzichten) was een programma dat eind jaren '70 en begin jaren '80 werd uitgevoerd door de Israëlische regering van premier Menachem Begin, in samenwerking met het Jewish Agency for Israel. Zijn doel was om nieuwe joodse dorpen te bouwen in het noorden van Israël, in de streek Galilea, en zo de positie van de joden te versterken in gebieden die voorheen werden gedomineerd door Israëlische Arabieren (Palestijnen).
De grootste concentratie dorpen die tijdens de judaisering van Galilea werden gebouwd, bevinden zich in de Regionale raad van Misgav. Van de 29 huidige aangesloten gemeenten waar joden wonen, zijn er 28 in deze periode ontstaan. Met uitzondering van de Yodfat moshav danken alle plattelandsnederzettingen in deze regio hun oprichting aan dit programma van de Israëlische regering. Mitzpim be-Galil ontstond ook in de Regionale raad van Ma'ale Yosef in westelijk Galilea, waar in 1979-1981 zeven van dergelijke dorpen werden gesticht (Abirim, Gita, Gornot ha-Galil, Matat, Mitzpe Hila, Manot en Lapidot). De eerste hiervan was Matat (opgericht in 1979). In 1981 waren er in totaal 26 nieuwe joodse nederzettingen in Galilea gesticht.
De bouw van de dorpen ging echter gepaard met protesten van sommige lokale Palestijnen. Hoewel de toenmalige Palestijnse bewoners niet werden verdreven, leidde de nieuwe joodse bouw wel tot een vroege ingebruikname van landbouwgrond. Op 30 maart 1976 vonden er in Noord-Israël demonstraties plaats als onderdeel van de zogenaamde Landdag, waarbij zes Palestijnen om het leven kwamen.